# Lake Park (Iowa)
Pour les articles homonymes, voir Lake Park (homonymie).
Lake Park est une ville, du comté de Dickinson  en Iowa, aux États-Unis. Elle est fondée en 1882 et incorporée le 1er juillet 1892.

## Source de la traduction
- (en) Cet article est partiellement ou en totalité issu de l’article de Wikipédia en anglais intitulé « Lake Park, Iowa » (voir la liste des auteurs).